# Stemonoporus oblongifolius
Stemonoporus oblongifolius är en tvåhjärtbladig växtart som beskrevs av Thw.. Stemonoporus oblongifolius ingår i släktet Stemonoporus och familjen Dipterocarpaceae. Inga underarter finns listade i Catalogue of Life.